# Sławno
Sławno là một thị trấn thuộc huyện Sławieński, tỉnh Zachodniopomorskie ở tây bắc Ba Lan. Thị trấn có diện tích 15,83 km². Đến ngày 30 tháng 6 năm 2019, dân số của thị trấn là 12.211 người và mật độ 771,4 người/km².